# Hans Friedrich Ebel
Hans Friedrich Ebel (* 10. März 1933; † 7. August 2019 in Heppenheim) war ein deutscher Chemiker, Lektor und Autor. Er war langjähriger Cheflektor und Prokurist des Wiley-VCH Verlags.

## Leben
Hans F. Ebel studierte von 1952 bis 1958 Chemie an der Eberhard Karls Universität Tübingen (Diplom). Seit 1952 war er Mitglied der Studentenverbindung AV Virtembergia Tübingen. 1960 wurde er bei Georg Wittig an der Ruprecht-Karls-Universität Heidelberg mit der Dissertation Zur Bildungsweise des Dehydrobenzols aus quecksilberorganischen Derivaten des Benzols zum Dr. rer. nat. promoviert. Er war dann in den 1960er Jahren wissenschaftlicher Assistent am Organisch-Chemischen Institut. 1967 habilitierte er sich im Fach Organische Chemie an der Universität Heidelberg mit der Arbeit Konfigurationen und Stabilität von Carbanionen und carbanionoiden Verbindungen. Ab 1969 arbeitete er als Lektor beim Wiley-VCH Verlag. Von 1972 bis 1992 war er Cheflektor und Prokurist ebendort. Von 1992 bis 1994 war Ebel der Verlagsleiter für Biowissenschaften und Pharmazie.

## Schriften (Auswahl)
- mit Claus Bliefert und W. E. Russey: The Art of Scientific Writing. From Student Reports to Professional Publications in Chemistry and Related Field. VCH, Weinheim 1987, ISBN 3-527-26677-1; Neudruck 1990.
- mit Claus Bliefert: Diplom- und Doktorarbeit. Anleitungen für den naturwissenschaftlich-technischen Nachwuchs. VCH, Weinheim 1993, ISBN 3-527-30003-1.
- mit Claus Bliefert und Antje Kellersohn: Erfolgreich kommunizieren. Ein Leitfaden für Ingenieure. Wiley-VCH Verlag, Weinheim 2000, ISBN 3-527-29603-4.
- mit Claus Bliefert: Vortragen in Naturwissenschaft, Technik und Medizin. 1991; 3. Auflage, Wiley-VCH Verlag, Weinheim 2005, ISBN 3-527-31225-0.
- mit Claus Bliefert und (ab der 5. Auflage) Walter Greulich: Schreiben und Publizieren in den Naturwissenschaften. VCH, Weinheim 1990; 3., bearbeitete Auflage 1994; 5. Auflage, Wiley-VCH Verlag, Weinheim 2006, ISBN 3-527-30802-4.
- mit Claus Bliefert: Bachelor-, Master- und Doktorarbeit. Anleitungen für den naturwissenschaftlich-technischen Nachwuchs. 4. Auflage, Wiley-VCH Verlag, Weinheim 2009, ISBN 978-3-527-32477-4.